# Municipio III (2001-2013)
Pour l’article homonyme, voir Municipio III (2013).

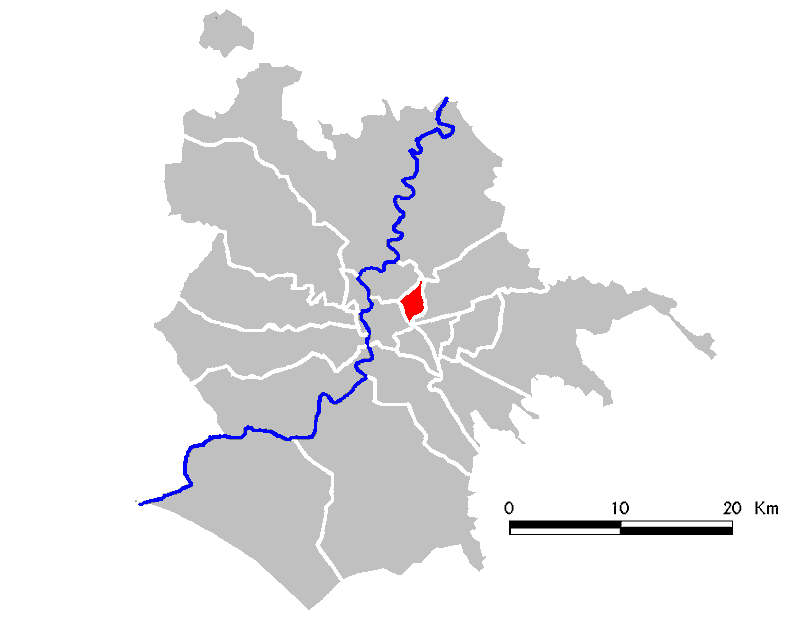
Localisation de l'ancien Municipio III sur la carte administrative de Rome avant 2013.

Le Municipio III, dit Nomentano - San Lorenzo, est une ancienne subdivision administrative de Rome.

## Situation
Il se situait à l'est du centre historique de la ville.

## Historique
En mars 2013, il est fusionné avec l'ancien Municipio II pour former le nouveau Municipio II.

## Subdivisions
Il était divisé en quatre zones urbanistiques :
- 3A - Nomentano
- 3B - San Lorenzo
- 3X - Università
- 3Y - Verano